# Sexe homogamètic
El sexe homogamètic és un sexe en individus dels quals, durant la meiosi, es formen el mateix tipus de gàmetes en quant a que porten el mateix cromosoma sexual. Per exemple, en els humans, les cèl·lules d'òvul d'una dona (cariotip XX) contenen un cromosoma X, en contrast amb els gàmetes masculins: els espermatozoides, que contenen un cromosoma X o Y (sexe heterogamètic).
En la majoria d'insectes, mamífers, inclosos humans, el sexe homogamètic és femení (XX). En els ocells, rèptils i papallones, al contrari, el sexe homogamètic és masculí (ZZ).